# Iglesia de Santa Isabel (Bratislava)
La iglesia de Santa Isabel (más conocida como iglesia Azul) es un edificio modernista en el casco antiguo de Bratislava. Se encuentra en las afueras del centro histórico de Bratislava, en la calle Bezručova. Esta calle era a principios de siglo XX un enlace entre la calle Grösslingova y la Dostojevsky. La pequeña iglesia posee un edificio parroquial que fue uno de los primeros que se construyeron en la zona. Originalmente pertenecía al campus y estaba destinada a ser la capilla de la escuela secundaria, situada a su lado. El templo está dedicado a Santa Isabel de Hungría, la hija del rey húngaro Andrés II, y se concibió como su mausóleo simbólico.

## Historia

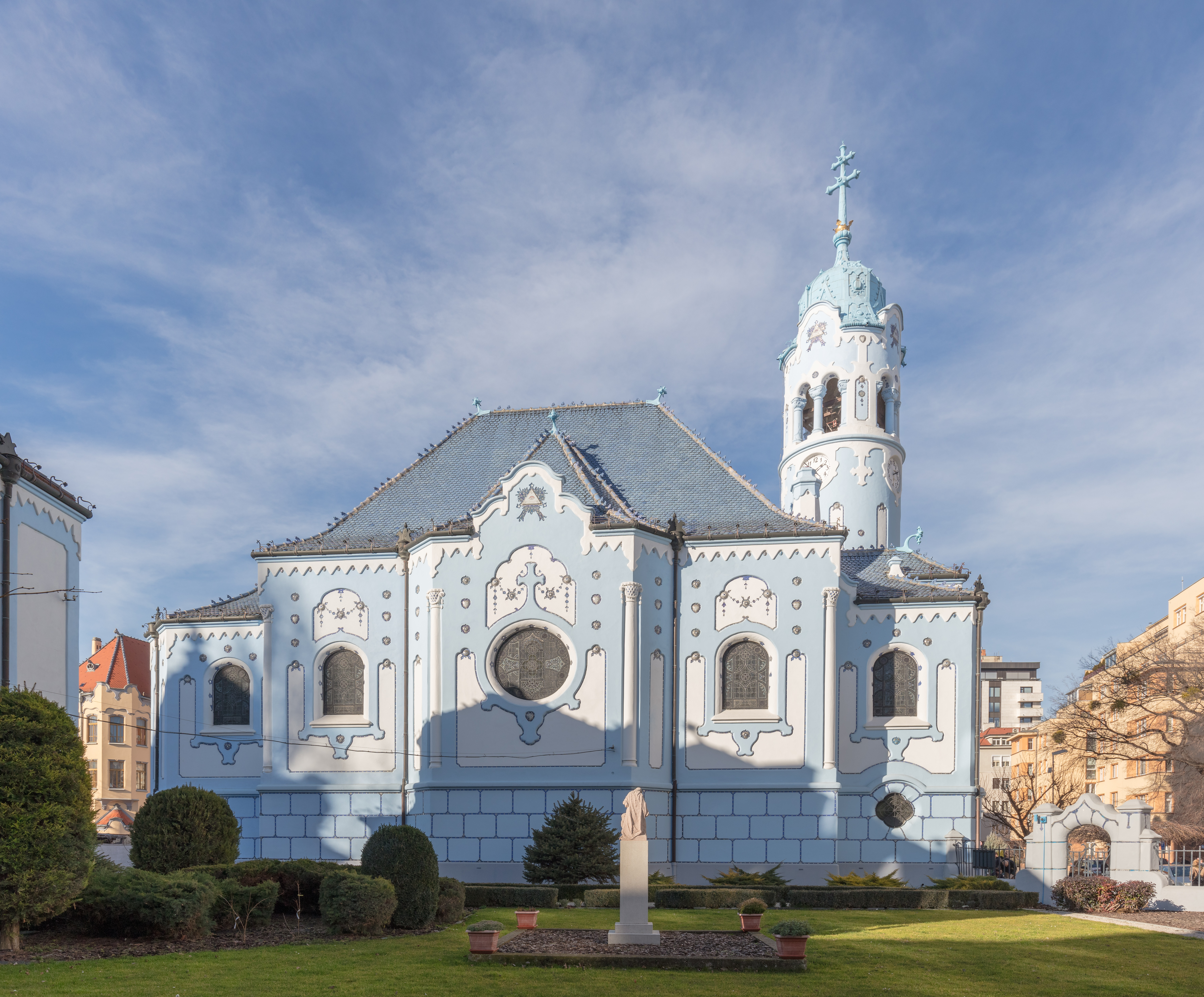
Fachada lateral.

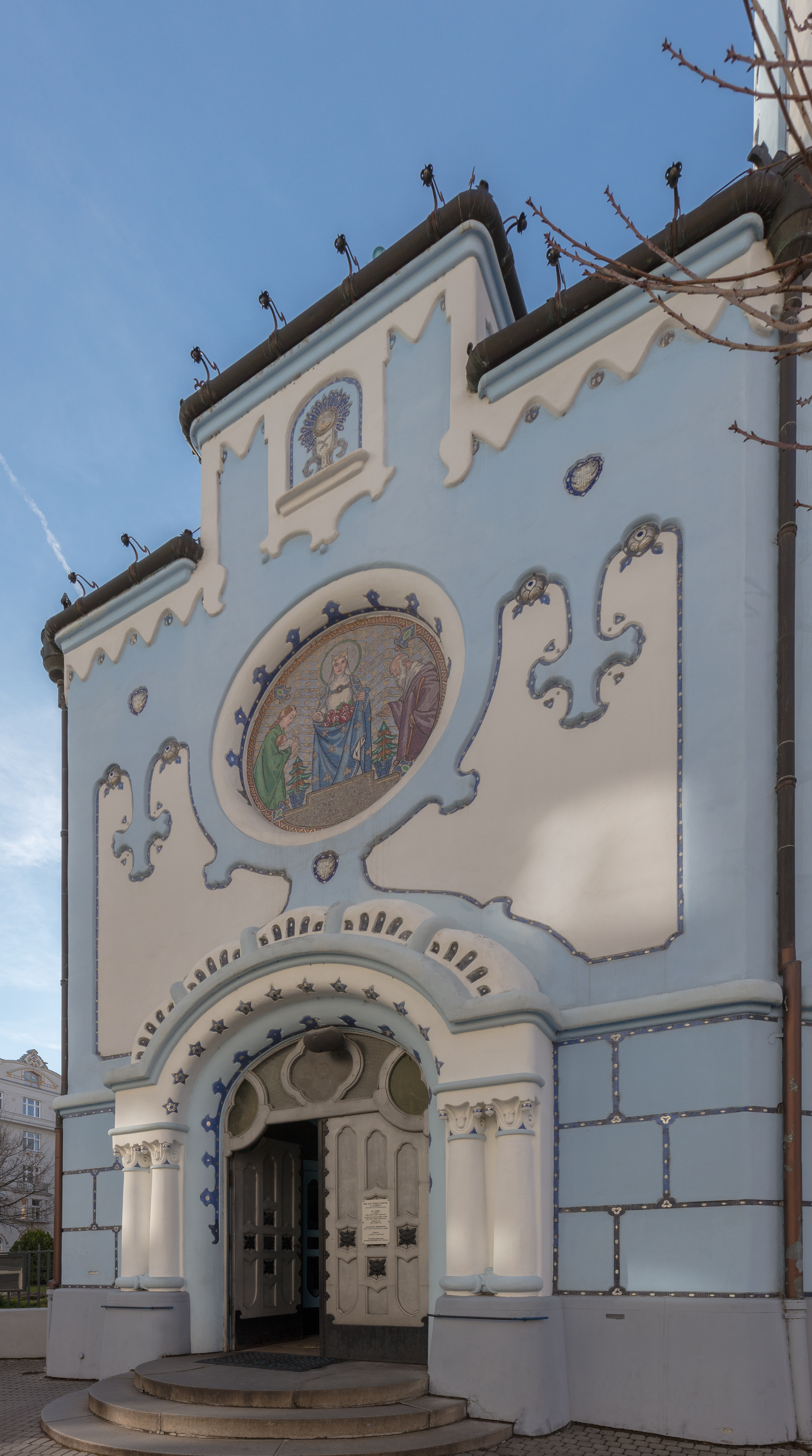
Entrada a la iglesia.

El templo se construyó entre 1909 y 1913 y fue diseñado por el arquitecto húngaro Ödön Lechner. Se trata de una de sus últimas grandes obras. La primera piedra fue colocada el 23 de agosto de 1909 por el doctor Šimon Való, en representación del arzobispo de Esztergom, Klaudio Francis Vaszary. La iglesia azul es de estilo modernista y se caracteriza por su fachada de color azul pastel y por la cubierta vidriada del tejado. La decoración de la superficie se aplica en capas de yeso y divisiones de cerámica azul más oscuro en los campos enmarcados por correas suaves. En la fachada principal se observa un mosaico de Santa Isabel encima del portal de entrada. Dentro de la iglesia, la pintura al óleo de la reina santa corona el altar principal. En ambas imágenes santa Isabel sostiene un manto lleno de rosas. Ödön Lechner, en el espíritu de su expresión distintiva, diseñó el edificio como una estructura de forma sencilla, donde destaca la verticalidad de la torre lateral. El arquitecto Lechner deseaba crear un estilo nacional húngaro dentro de las corrientes secesionistas.
Los motivos de proveniencia oriental son más bien cruzados y se puede decir que predomina el románico occidental. Esto se aprecia, por ejemplo, en las ventanas románicas relativamente grandes y en las dos columnas que rodean las entradas principales y laterales. También se aprecia cierta riqueza en los adornos modernistas, en el modelado de las superficies y en la gestión de las líneas. Si bien, en general, puede afirmarse que predomina un estilo sobrio. El plano ofrece una forma dinámica gracias a la presencia de nichos laterales. El principal medio para proporcionar una apariencia externa orgánica son los contornos, las líneas sinuosas y los pequeños adornos geométricos y florales. El diseño del edificio es simétrico, a excepción de la torre que se desplaza a un lateral. 
En el interior del templo encontramos el documento sobre la colocación de la piedra principal, que fue extendido por Jozef Volker, profesor de la escuela secundaria vecina al edificio. En este documento aparece una imagen de santa Isabel. A la derecha, se encuentra el plano de la nueva iglesia y, a la izquierda, la imagen del edificio de la escuela secundaria (Grosslingova); al fondo se descubre la silueta de la catedral de St. Martín de Bratislava, donde se coronaron reyes y emperadores. Encima de esta imagen, se lee la inscripción: «Cúbrete con el sombrero, mortal, porque el lugar donde te hallas es santo». En la iglesia figuran dos escudos de armas, el de la ciudad de Bratislava y el de Hungría. Las palabras iniciales del documento decían: «Soy una iglesia que lleva el nombre de santa Isabel de la dinastía de los Arpades. Fui construida por el Real Ministerio de Culto y Educación del Reino austrohúngaro, gracias al sacrificio de los habitantes de la ciudad real libre de Bratislava, en la vecindad de la nueva escuela católica del reino».

## Descripción
La iglesia de Santa Isabel posee una estructura lateral con una torre cilíndrica, coronada por una cruz doble bizantina y que hoy forma parte del escudo nacional de Eslovaquia. 
La iglesia es relativamente pequeña, si bien el arquitecto ha sabido mantener magistralmente la unidad en la configuración ornamental. Originalmente, Lechner planeó un edificio de planta ovalada con una cúpula, pero finalmente usó un arco abovedado de perfil ovalado, que cubría un techo de heno empinado cubierto con una hermosa teja de cerámica azul. El interés estructural radica en las bóvedas de hormigón armado que fueron hechas por una conocida empresa de Bratislava. La construcción fue dirigida por el arquitecto Anton Durvay de Bratislava. El 26 de junio de 1910, se levantó solemnemente la cruz de la iglesia y el 14 de mayo de 1911 se instalaron las campanas, que fueron bendecidas por el obispo Medard Kohl. 
A pesar de ciertas modificaciones, hay rastros evidentes del diseño arquitectónico original. Por ejemplo, la pequeña cúpula sobre el púlpito es una miniatura exacta de lo que debía ser la principal. Lechner no terminó la torre con el techo empinado y cónico que había dibujado en el proyecto inicial y esta sufrió leves retoques.
La iglesia tiene un aspecto fluido y orgánico en su interior. El encuadre robusto en los lugares debajo de la cúpula pasa a un interesante motivo de nube. Los elementos modernistas más destacables son los enormes arcos comprimidos que se encuentran sobre ambas entradas. Llevan un par de columnas muy similares a la columna romana. El adorno de las rosas simboliza la labor caritativa y benéfica de santa Isabel, que ayuba a los pobres en sus necesidades sin el consentimiento de su marido. Cuenta la leyenda que al ser instigada por el rey a mostrar lo que llevaba en el manto, los panes se transformaron en rosas. 
Las reliquias de santa Isabel fueron depositadas con los restos de san Clemente Romano, santa  Vicencia y santa  Teodora en el altar mayor. Sobre el altar mayor hay una imagen de santa  Isabel distribuyendo comida entre los pobres, realizada por el artista Július Túry en 1911. Los altos candelabros de madera a los lados del altar son de color azul celeste. Están decorados con rosas y rematados por ángeles dorados y fueron hechos por el ebanista Jozef Dorosinyi. El arquitecto Lechner colocó seis pinturas murales en el interior de la iglesia: encima del arco el Cordero de Dios; a su izquierda y derecha las imágenes de los santos Arpades; en la parte posterior de la iglesia rodeando el coro donde se sitúan el órgano, otras tres pinturas de santos. Las pinturas fueron realizadas por los pintores de Budapest Bezséda y Zsilla. En el centro, de cara al altar, cuelga una lámpara votiva de color rojo, adornada con una corona en honor a santa Isabel.
En el interior del templo predominan los colores blanco, azul y dorado.
En la pared izquierda de la iglesia, hay un altar lateral dedicado a santa  Teresa de Ávila. Está decorado con un relieve policromado de la Virgen María sentada con santa Teresa de Jesús, obra del escultor bratislavense Alois Rigele. Recientemente se ha colocado una imagen de los padres de la carmelita santa Teresa de Lisieux, canonizados en Roma por el papa Francisco en 2015. A principios de siglo en ese lugar se encontraba el maravilloso relieve de mármol de la esposa orante del emperador Francisco José I, Isabel de Baviera, también obra de Alois Rigele. Después de la caída del Imperio austro-húngaro, la junta de socorro lo retiró de la pared. Con el fin de evitar su destrucción, primero se trasladó al palacio de Grasalkovich y luego a la casa parroquial donde todavía se encuentra. 
Al final de la nave, en la parte izquierda, hay un nicho con una estatua de san Antonio de Padua. En la entrada del coro hay un pequeño relieve en mármol del joven Peter Szapáry. 
La casa parroquial está construida al fondo del jardín. El estilo es semejante al de la iglesia, aunque más sobrio.

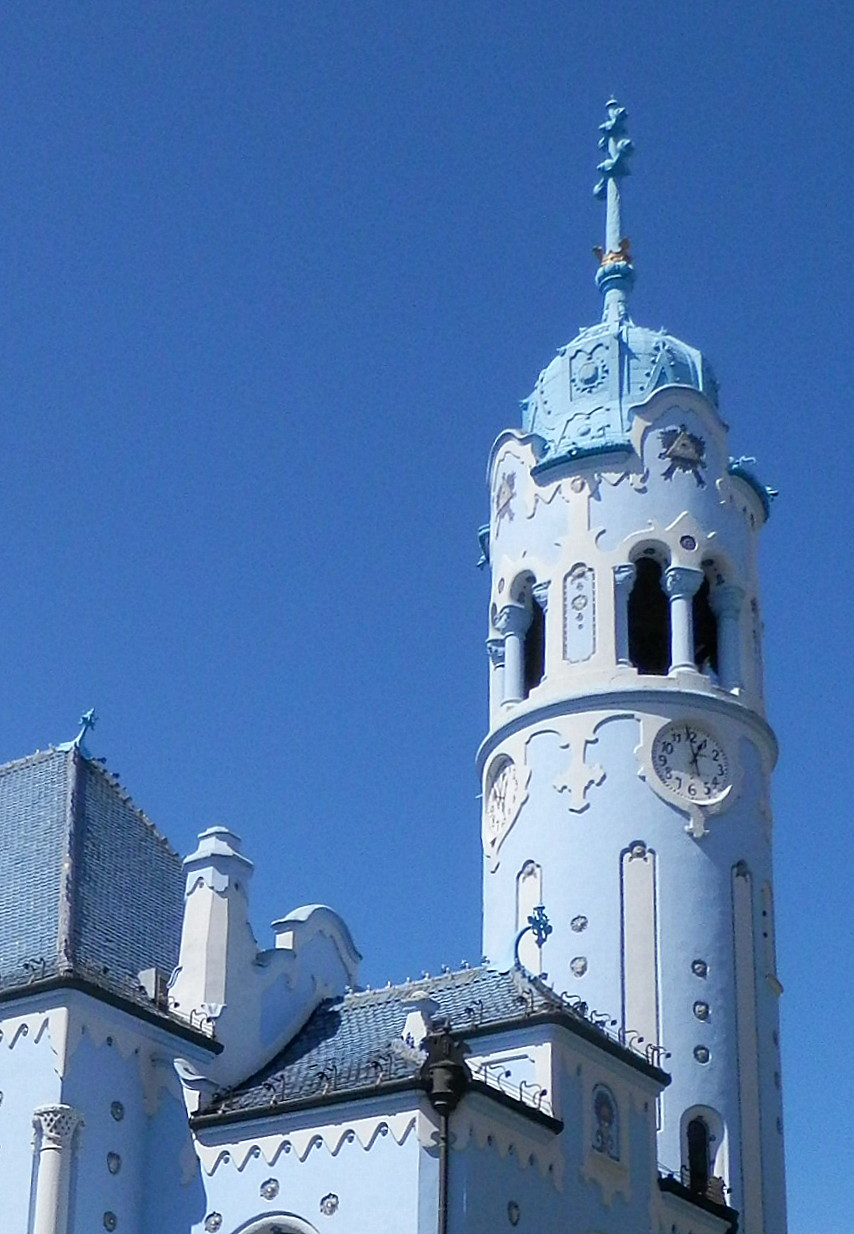
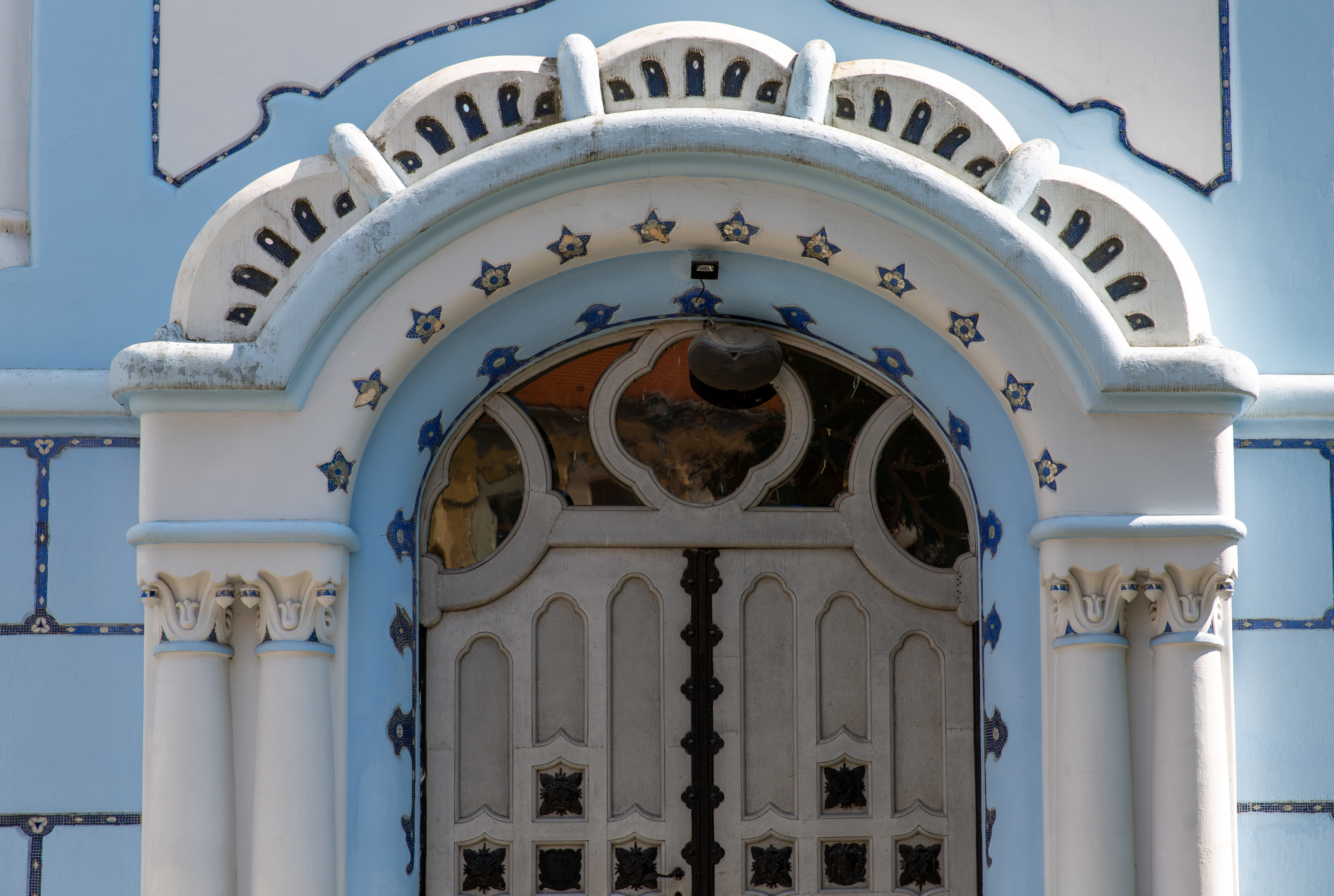
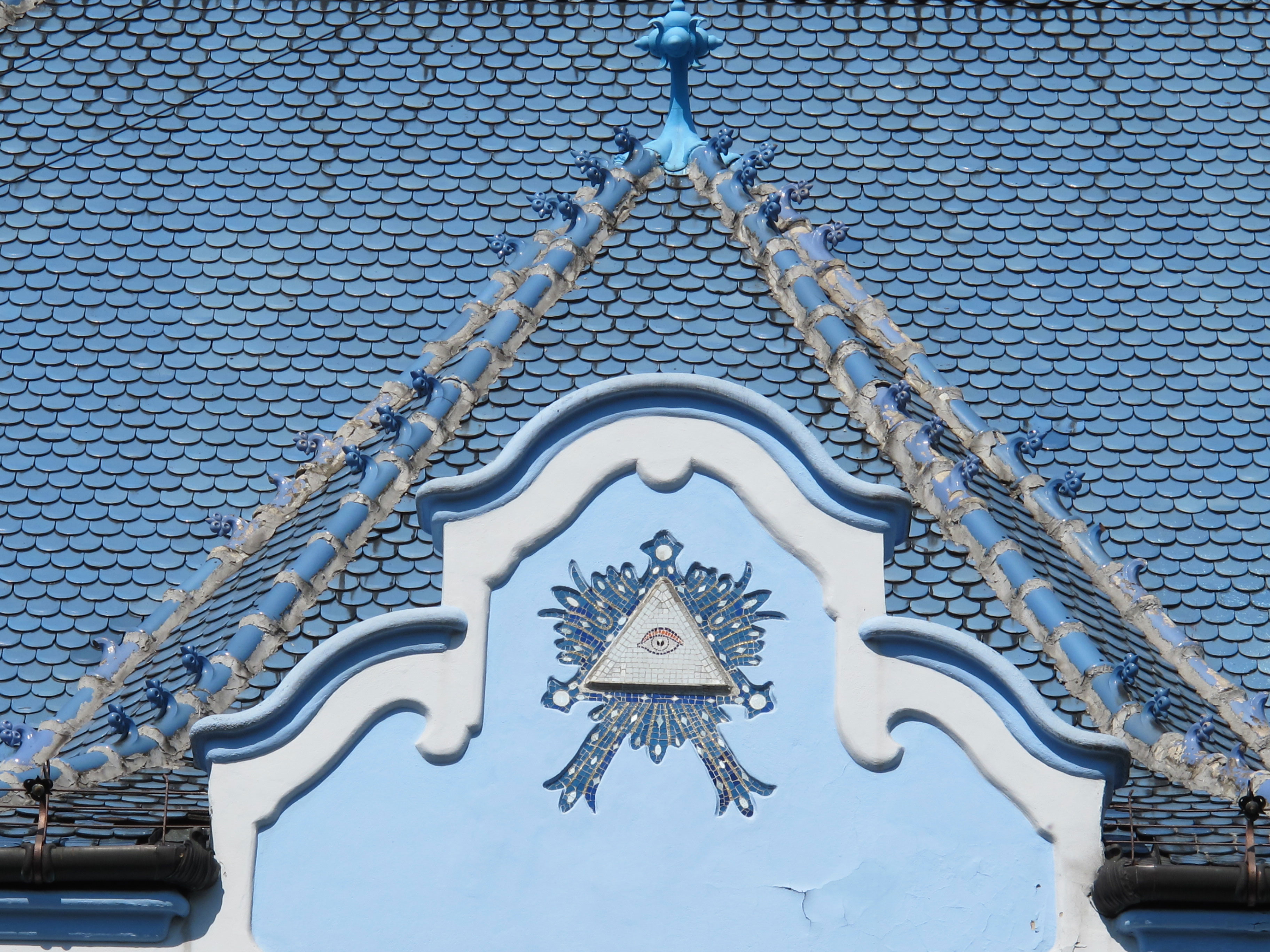
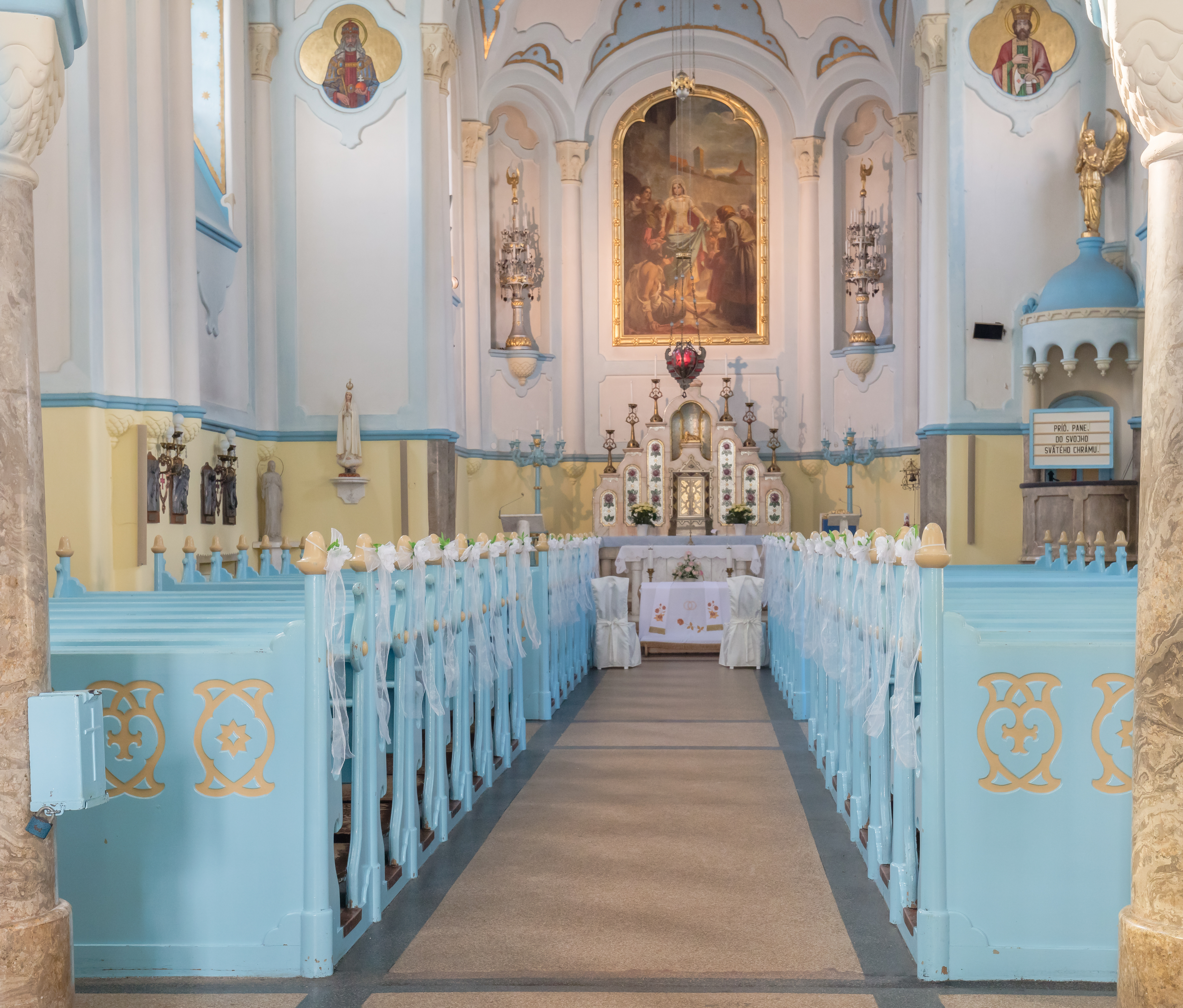
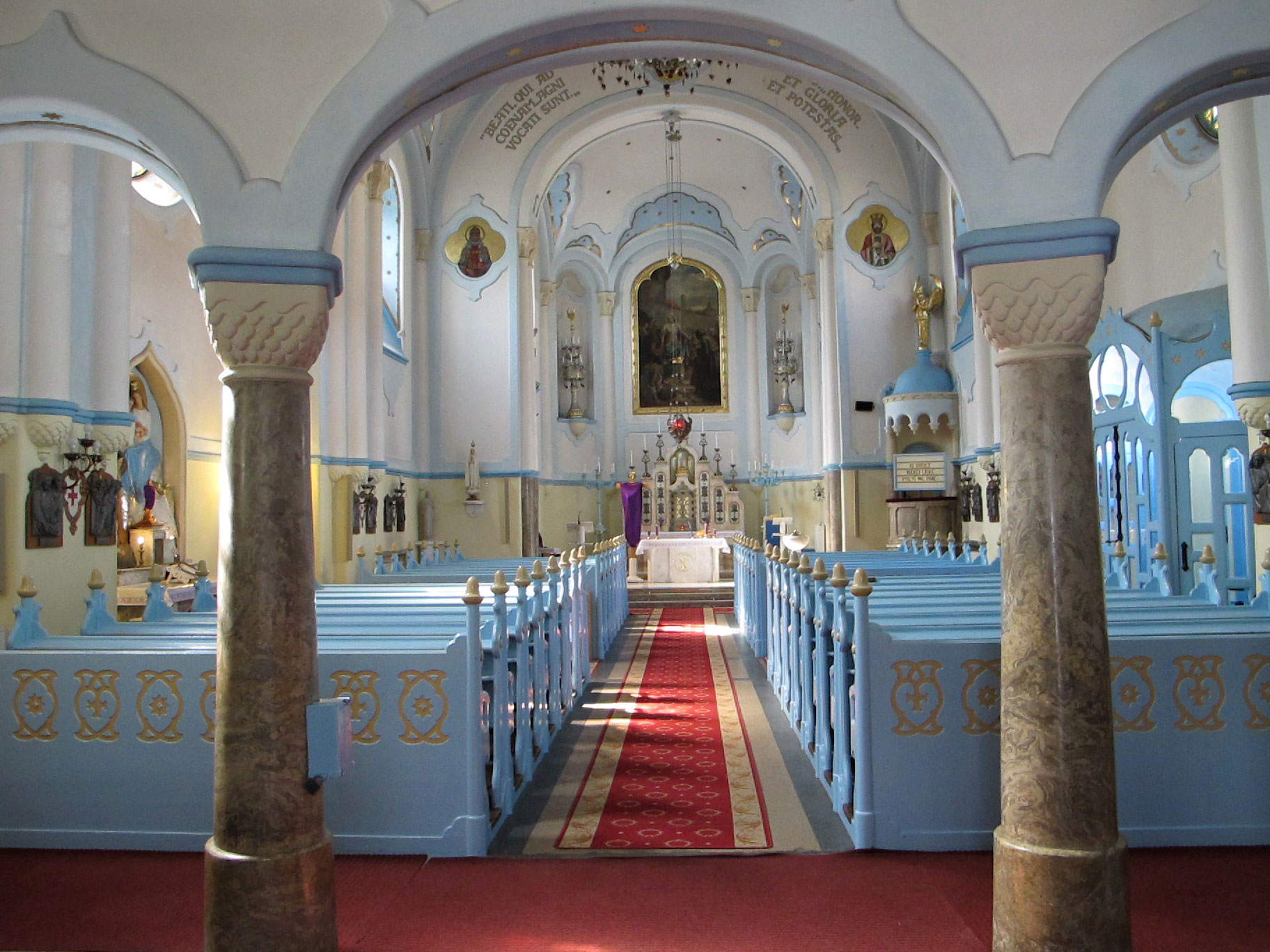
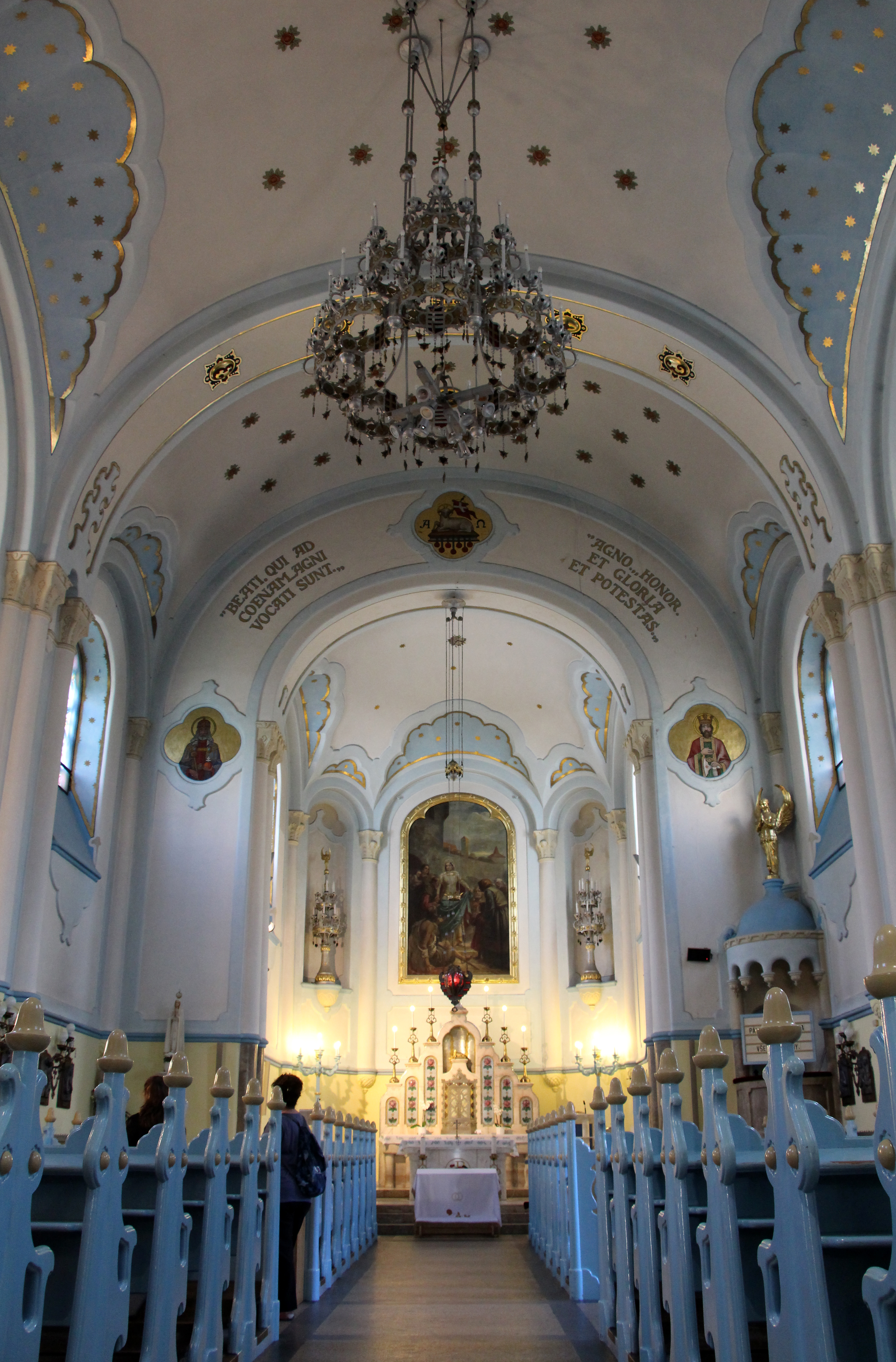